# 维吾尔老文字
维吾尔老文字，又称老维吾尔文、现代维吾尔文字、老维文、传统维文，是新疆维吾尔自治区法定使用的維吾爾語文字。相对的是以拉丁字母为基础的“维吾尔新文字”而言
维吾尔语口语的元音系统中短元音占多数，长元音占少数，通过修改过的阿拉伯字母来表示全部元音，长元音和短元音用相同的元音字母表示。与绝大多数用阿拉伯字母拼写的语言是辅音音素文字不一样，维吾尔老文字是全音素文字。基于阿拉伯字母的维吾尔老文字没有大小写之分，并符合阿拉伯字母的书写顺序和其他的规则。维吾尔老文字和其他使用阿拉伯字母的文字有一个明显区别，即其元音和辅音字母一样，均为单独的字母，而不使用符号来表示。维吾尔老文字的读写严格与字母表一一对应，所以并没有全部吸收阿拉伯字母表中的全部字母，并增加了一些波斯语字母，以及适应突厥语语音的字母。

## 歷史

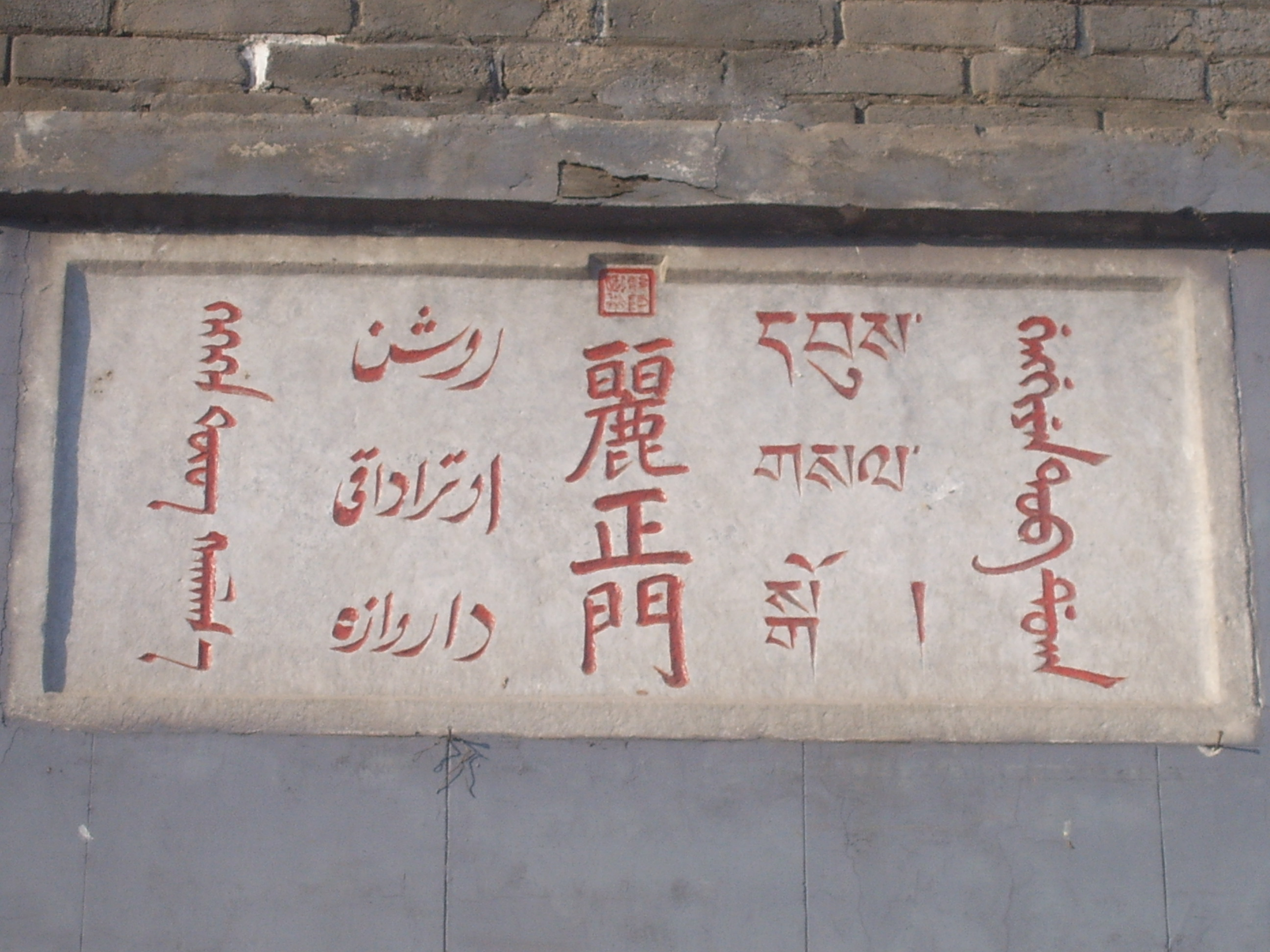
承德避暑山庄丽正门上的五種文字，從右到左分別爲滿文、藏文、漢文、回文（察合台文）、蒙古文。回文（察合台文）为波斯体

维吾尔语源自突厥语系葛逻禄语支察合台語。其文字可追溯至10世纪，当时随着伊斯兰教的传播，产生使用阿拉伯-波斯字母书写察合台语的察合台文。清朝统治新疆时，维吾尔族先民称回人，所在称回部。故清廷编撰的《钦定西域同文志》中，称维吾尔族先民的语言为回语，文字为回文。回文即察合台文:15。
直到1920年代，察合台文都是维吾尔语的书面文字。1937至1954年间，阿拉伯-波斯字母的文字被改革，去除了一些不必要的字母，添加了元音字母。
1960年代至1980年代，新疆维吾尔自治区人民代表大会批准推行维吾尔新文字、哈萨克新文字。1982年9月，新疆维吾尔自治区人民代表大会批准，维吾尔老文字重新成為维吾尔语的標準文字。维吾尔新文字做为拼音符号保留。随着网络的发展，拉丁维文被常用在网络的交流上。

## 字母表
| 字母     | ئا،ا | ئە،ە | ب | پ | ت | ج  | چ  | خ   | د | ر   | ز | ژ | س | ش | غ   | ف   | ق | ك | گ | ڭ | ل | م | ن | ھ   | ئو،و | ئۇ،ۇ | ئۆ،ۆ | ئۈ،ۈ | ۋ   | ئې،ې | ئى،ى | ي |
| 国际音标 | ɑ,a  | ɛ,æ  | b | p | t | dʒ | tʃ | χ,x | d | r,ɾ | z | ʒ | s | ʃ | ʁ,ɣ | f,ɸ | q | k | g | ŋ | l | m | n | h,ɦ | o,ɔ  | u,ʊ  | ø    | y,ʏ  | w,v | e    | i,ɨ  | j |

## 参閱
- 維吾爾字母
- 波斯字母系统
- 阿拉伯字母
- 突厥语族

## 外部連結
- （維吾爾文）
- （維吾爾文）